# Moje Pismo Tęcza – w przyjaźni z Bogiem
„Moje Pismo Tęcza” – dwumiesięcznik o tematyce religijnej dla dzieci w wieku przedszkolnym i wczesnoszkolnym. Powstał w 1993 roku, a jesienią 2015 r. przybrał nową szatę graficzną, poszerzył się o nowe działy i nowych autorów. Asystentem kościelnym dwumiesięcznika jest ks. dr Stanisław Jasionek.
Wśród autorów pisma są m.in.: bp Antoni Długosz, pisarka dziecięco-młodzieżowa Małgorzata Nawrocka, br. Tadeusz Ruciński, psycholog Ewa Wesołowska.
W każdym numerze pisma można znaleźć m.in. porady psychologiczne dla rodziców, komiks, zabawy i konkursy.